# 나주 노안성당
나주 노안성당은 대한민국 전라남도 나주시 노안면에 있는 일제강점기의 건축물이다. 2002년 9월 13일 대한민국의 국가등록문화재 제44호로 지정되었다.

## 개요
이 건물은 나주 지역 최초의 천주교회이며, 이 지역의 대표적 근대 성당 건축이다. 초기 평면은 장방형의 강당형 평면 구성이었으나 1957년 트랜셉트(Transept, 翼廊) 부분을 동·서 방향으로 증축하면서 라틴십자형 평면이 되었다. 정면의 탑신부 1층은 거칠게 표면을 다듬은 화강석을 사용하였으며, 건물 곳곳에 다양한 아치를 조화롭게 배치하였다.

## 역사
노안의 천주교 신자들에 따르면, 19세기 말부터 시작되는 노안 천주교회의 역사는 1894년 서울에서 피신 온 정락(요안)이 인근 함평 나산에서 약방을 운영하면서 노안면 양천리 이민숙(바오로), 이진서(토마스), 이학서(바오로)에게 전도하면서 시작됐다고 한다. 이들 3명을 1900년 무안에서 요양 중이던 이내수 (아우구스티노)신부에게 찾아가 세례를 받게 하면서 이들이 중심이 되어 ‘계량공소’가 첫발을 내딛게 되었다.
이후 1903년 목포 산정동 본당의 두뇌(한국명 전학준)신부가 노안을 왕래하면서 나주의 신도수가 10여명을 헤아리게 되자 두뇌신부가 까따르 신부와 ‘계량천주교회’라는 본당을 건립하게 된다. 까따르 신부는 성당부지 3,000평을 매입하여 십자형의 40평 규모 초가성당을 마련하고 손수 벽돌을 찍어 2층 양옥으로 사제관 신축을 시작했다.
당시 까따르 신부가 뮈텔신부에게 보낸 보고서에 의하면 31명의 신자가 있었다고 한다. 그 뒤 1926년 5대 주임신부로 박재수 신부가 부임하여 까따르 신부가 신축하다 중단한 벽돌 사제관을 서구식 성당으로 확장하여 1927년 드디어 노안천주교회 건물과 지금의 아름다운 성모 동굴이 만들어졌다. 이 기간 동안 본당의 명칭이 ‘나주천주교회’로 개칭되었고 1935년 나주공소가 본당으로 승격되면서 다시 명칭이 노안천주교회로 바뀌게 된다. 노안천주교회는 1957년, 십자모양으로 성당을 확장 증축하고 사제관을 신축해 지금의 모습을 갖추게 되었다. 성당 건물의 정면 출입구에는 돌을 쌓아 3면에 아치를 두었고 그 위쪽으로 종탑을 벽돌로 쌓고 십자가를 올렸다. 주출입구 좌우로 부출입구를 두었고 건물의 측면에는 낮은 아치 창문을 배열하였다. 1992년에는 지붕을 현재와 같은 아스팔트 싱글 지붕으로 교체하였다. 벽돌을 쌓아올린 노안성당은 맞배 형식의 붉은 아스팔트 지붕을 씌워 원형을 잘 보존하고 있다는 평가를 받는다. 건축적인 면에서 가치를 인정받아 2002년 9월 13일 등록문화재 제44호로 지정되었다.

## 전해오는 이야기
전국에서 20번째로 오래된 이 작은 성당에는 다음과 같은 믿지 못할 기적의 이야기가 전해진다. 한국전쟁 중 나주를 점령한 인민군들은 성당과 교회를 눈엣가시로 여겼다. 어느 날 인민군 장교가 주민들이 성당에 가지 못하도록 성당을 불태우라고 지시했다. 병사들이 불을 지르려고 가는데, 언덕 위로 보이는 성당이 붉게 타오르고 있었다. 병사들은 다른 병력이 벌써 불을 질렀구나 생각하고는 그냥 돌아갔다고 한다. 그런데 나중에 알고 보니 그것은 환상이었고 성당은 멀쩡했다.
이후에 성당이 멀쩡한 것을 보게 된 인민군 장교가 다시 성당을 불태우라고 지시했다. 그런데 이번에도 똑같은 이유로 성당건물이 훼손되지 않았다. 기적은 그것으로 그치지 않았다. 그 뒤로도 또 한 차례 같은 일이 반복되었던 것이다. 똑같은 일이 세 번이나 계속되자 신자들에게 기적의 성당으로 알려지기 시작했고, 그런 사실이 외국 선교사에 의해 전달돼 〈TIME〉잡지에 보도되어 전 세계인들에게 알려졌다.

## 참고 문헌
- 나주 노안성당 - 국가유산청 국가유산포털